# Dolina Szwajcarska (Wałbrzych)
Dolina Szwajcarska (niem. Bärengrundt) – dawna wieś, obecnie niewielkie osiedle w południowo-wschodniej części Wałbrzycha, położone przy ulicy Świdnickiej. Dolina Szwajcarska znajduje się pomiędzy masywem Niedźwiadków a Dłużyną w Górach Wałbrzyskich. Nazwa Dolina Szwajcarska niemal wyszła z użycia i osiedle jest uważane za część Podgórza.

## Historia
Osada powstała w XVII wieku, jednakże jej rozwój wiąże się dopiero z wiekiem XIX, gdy Wałbrzych i okolice stały się ośrodkiem wydobycia węgla kamiennego. Po II wojnie światowej osadę nazwano Niedźwiedzią Doliną, by w 1947 roku zmienić jej nazwę na obecną.

## Komunikacja
Przez Dolinę Szwajcarską przebiega droga wojewódzka nr 379 ze Świdnicy do ulicy Niepodległości w Wałbrzychu, trasa linii nr 11 MPK Wałbrzych łącząca Poniatów i Kozice oraz linii nr 34 łączącej centrum Wałbrzycha ze Świdnicą, obsługiwanej przez prywatnego przewoźnika.

## Ciekawe miejsca
Przez Dolinę Szwajcarską przebiega wiele interesujących tras turystycznych